# 周衣氷
周 衣氷（しゅう いひょう、1922年2月 - 2017年8月9日）は中華人民共和国の軍人。陸軍中将。

## 概要
元名「周余彬」。軍歴を重ね中将。北京軍区司令員など軍要職を歴任した。息子に周小舟少将。

## 来歴
- 1922年2月 安徽省巣県に生まれる。
- 1938年 中国共産党入党
- 1939年 新四軍参加
- 1980年12月 北京軍区参謀長
- 1985年6月 北京軍区副司令員
- 1987年11月 北京軍区司令員
- 1988年9月 中将
- 2017年8月9日 死去する。